# ISO 3166-2:SD
ISO 3166-2:SD — стандарт Международной организации по стандартизации, который определяет геокоды. Является подмножеством стандарта ISO 3166-2, относящимся к Судану. Стандарт охватывает 17 вилаятов. Каждый код состоит из двух частей: кода Alpha2 по стандарту ISO 3166-1 для Республики Судан — SD и двухсимвольного кода, записанного через дефис. Дополнительный код образован созвучно названию, аббревиатуре названия вилаята. Геокоды вилаятов Судана являются подмножеством кодов домена верхнего уровня — SD, присвоенного Судану в соответствии со стандартами ISO 3166-1.

## Геокоды административно-территориального деления Судана
Геокоды 17 вилаятов административно-территориального деления Судану.
| Геокод | Административная единица | Статус |
| ------ | ------------------------ | ------ |
| SD-RS  | Красное море             | вилаят |
| SD-GZ  | Эль-Гезира               | вилаят |
| SD-DS  | Южный Дарфур             | вилаят |
| SD-GD  | Гедареф                  | вилаят |
| SD-KN  | Северный Кордофан        | вилаят |
| SD-NW  | Белый Нил                | вилаят |
| SD-NB  | Голубой Нил              | вилаят |
| SD-NO  | Северный                 | вилаят |
| SD-DW  | Западный Дарфур          | вилаят |
| SD-KH  | Хартум                   | вилаят |
| SD-KS  | Южный Кордофан           | вилаят |
| SD-KA  | Кассала                  | вилаят |
| SD-DN  | Северный Дарфур          | вилаят |
| SD-NR  | Нил                      | вилаят |
| SD-DE  | Восточный Дарфур         | вилаят |
| SD-SI  | Сеннар                   | вилаят |
| SD-DC  | Центральный Дарфур       | вилаят |

## Геокоды пограничных Судана государств
- Египет — ISO 3166-2:EG (на севере),
- Ливия — ISO 3166-2:LY (на северо-западе),
- Чад — ISO 3166-2:TD (на западе),
- Центральноафриканская Республика — ISO 3166-2:CF (на юго-западе),
- Южный Судан — ISO 3166-2:SS (на юге),
- Эритрея — ISO 3166-2:ER (на юго-востоке),
- Эфиопия — ISO 3166-2:ET (на юго-востоке),
- Саудовская Аравия — ISO 3166-2:SA (на востоке (морская граница)).